# Bazuel
Bazuel est une commune française située dans le département du Nord, en région Hauts-de-France.
Ses habitants sont appelés les Bazuélois, Bazuéloises.

## Géographie

### Description
Bazuel est une commune rurale du Cambrésis, desservie par l'ancienne RN 43 (actuelle RD 643), jouxtant à l'est Le Cateau-Cambrésis et situé à 26 km au sud-est de Cambrai, 30 km au sud de Valenciennes, 25 km de la frontière franco-belge, 48 km au sud-ouest de Mons, 35 km au sud-ouest de Maubeuge, 26 km à l'ouest d'Avesnes-sur-Helpe et 35 km au nord-est de Saint-Quentin.
Bien que la ligne de Creil à Jeumont  traverse la commune, les stations de chemin de fer les plus proches sont les gares d'Ors et du Cateau desservies par des trains TER Hauts-de-France, qui effectuent des relations entre les gares : de Busigny et de Jeumont ; de Busigny et d'Aulnoye-Aymeries ou de Maubeuge.

### Communes limitrophes
|                     | Le Pommereuil | Ors                 |
| Le Cateau-Cambrésis | Bazuel        |                     |
|                     | Mazinghien    | Catillon-sur-Sambre |

### Géologie et relief
La monographie communale de 1899 indique  « Occupant les dernières ramifications des collines de Belgique, le territoire de Basuel est assez accidenté : son point culminant se trouve à la Haie-Tonnoile dont l'altitude est de 155 mètres, sa plus faible élévation dans le voisinage du moulin de M. Carpentier-Lozé (du Pommereuil) est de 115 m. » et « Le sol de la Commune de Basuel est un peu humide et argileux à sa partie est, aussi est-il favorable aux nombreux pâturages qui avoisinent le village et dans lesquels on remarque beaucoup de jeunes pommiers qui ont remplacé ceux que le rigoureux hiver de 1879-80 a détruits ; sa partie nord contient un peu de sable, des pierres siliceuses ; le reste du territoire
surtout au sud renferme une marne argileuse favorable aux amendements ».  Bazuel est situé sur la ligne de partage des eaux de la Selle et de la Sambre.

### Hydrographie

#### Réseau hydrographique
La commune est située dans le bassin Artois-Picardie. Elle est drainée par le ruisseau de Richemont et le ruisseau de l'alouette,,.
Le ruisseau de Richemont, d'une longueur de 10 km, prend sa source dans la commune  et se jette  dans la Selle à Montay, après avoir traversé cinq communes. 

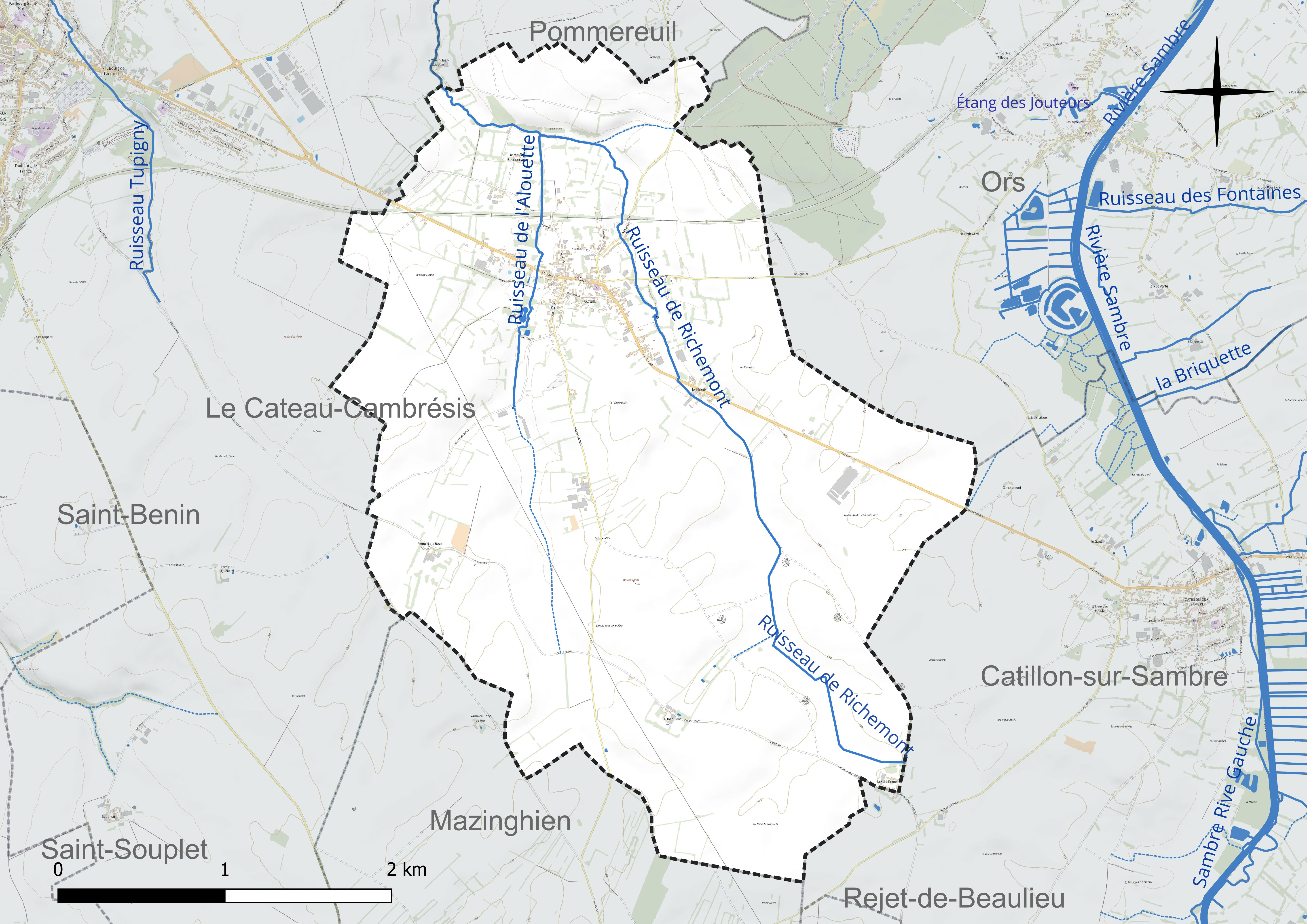
Réseau hydrographique de Bazuel.

#### Gestion et qualité des eaux
Le territoire communal est couvert par le schéma d'aménagement et de gestion des eaux (SAGE) « Escaut ». Ce document de planification concerne un territoire de 2 005 km2 de superficie, délimité par le bassin versant de l'Escaut. Le périmètre a été arrêté le 9 juin 2006 et le SAGE proprement dit a été approuvé le 13 juillet 2021. La structure porteuse de l'élaboration et de la mise en œuvre est le syndicat mixte Escaut et Affluents (SyMEA). 
La qualité des cours d'eau peut être consultée sur un site dédié géré par les agences de l'eau et l'Agence française pour la biodiversité. 

### Climat
Pour des articles plus généraux, voir Climat des Hauts-de-France et Climat du Nord.
En 2010, le climat de la commune est de type climat océanique dégradé des plaines du Centre et du Nord, selon une étude du CNRS s'appuyant sur une série de données couvrant la période 1971-2000. En 2020, Météo-France publie une typologie des climats de la France métropolitaine dans laquelle la commune est exposée à un climat océanique altéré et est dans la région climatique  Nord-est du bassin Parisien, caractérisée par un ensoleillement médiocre, une pluviométrie moyenne régulièrement répartie au cours de l'année et un hiver froid (3 °C). 
Pour la période 1971-2000, la température annuelle moyenne est de 10 °C, avec une amplitude thermique annuelle de 14,8 °C. Le cumul annuel moyen de précipitations est de 816 mm, avec 12,8 jours de précipitations en janvier et 9,4 jours en juillet. Pour la période 1991-2020, la température moyenne annuelle observée sur la station météorologique la plus proche, située sur la commune de Saint-Hilaire-sur-Helpe à 23 km à vol d'oiseau, est de 10,5 °C et le cumul annuel moyen de précipitations est de 802,4 mm,. Pour l'avenir, les paramètres climatiques de la commune estimés pour 2050 selon différents scénarios d'émission de gaz à effet de serre sont consultables sur un site dédié publié par Météo-France en novembre 2022.

## Urbanisme

### Typologie
Au 1er janvier 2024, Bazuel est catégorisée commune rurale à habitat dispersé, selon la nouvelle grille communale de densité à sept niveaux définie par l'Insee en 2022.
Elle est située hors unité urbaine. Par ailleurs la commune fait partie de l'aire d'attraction du Cateau-Cambrésis, dont elle est une commune de la couronne,. Cette aire, qui regroupe 11 communes, est catégorisée dans les aires de moins de 50 000 habitants,.

### Occupation des sols
L'occupation des sols de la commune, telle qu'elle ressort de la base de données européenne d'occupation biophysique des sols Corine Land Cover (CLC), est marquée par l'importance des territoires agricoles (96,3 % en 2018), une proportion identique à celle de 1990 (96,3 %). La répartition détaillée en 2018 est la suivante : 
terres arables (57,9 %), prairies (37,8 %), zones urbanisées (3,7 %), zones agricoles hétérogènes (0,5 %). L'évolution de l'occupation des sols de la commune et de ses infrastructures peut être observée sur les différentes représentations cartographiques du territoire : la carte de Cassini (XVIIIe siècle), la carte d'état-major (1820-1866) et les cartes ou photos aériennes de l'IGN pour la période actuelle (1950 à aujourd'hui).

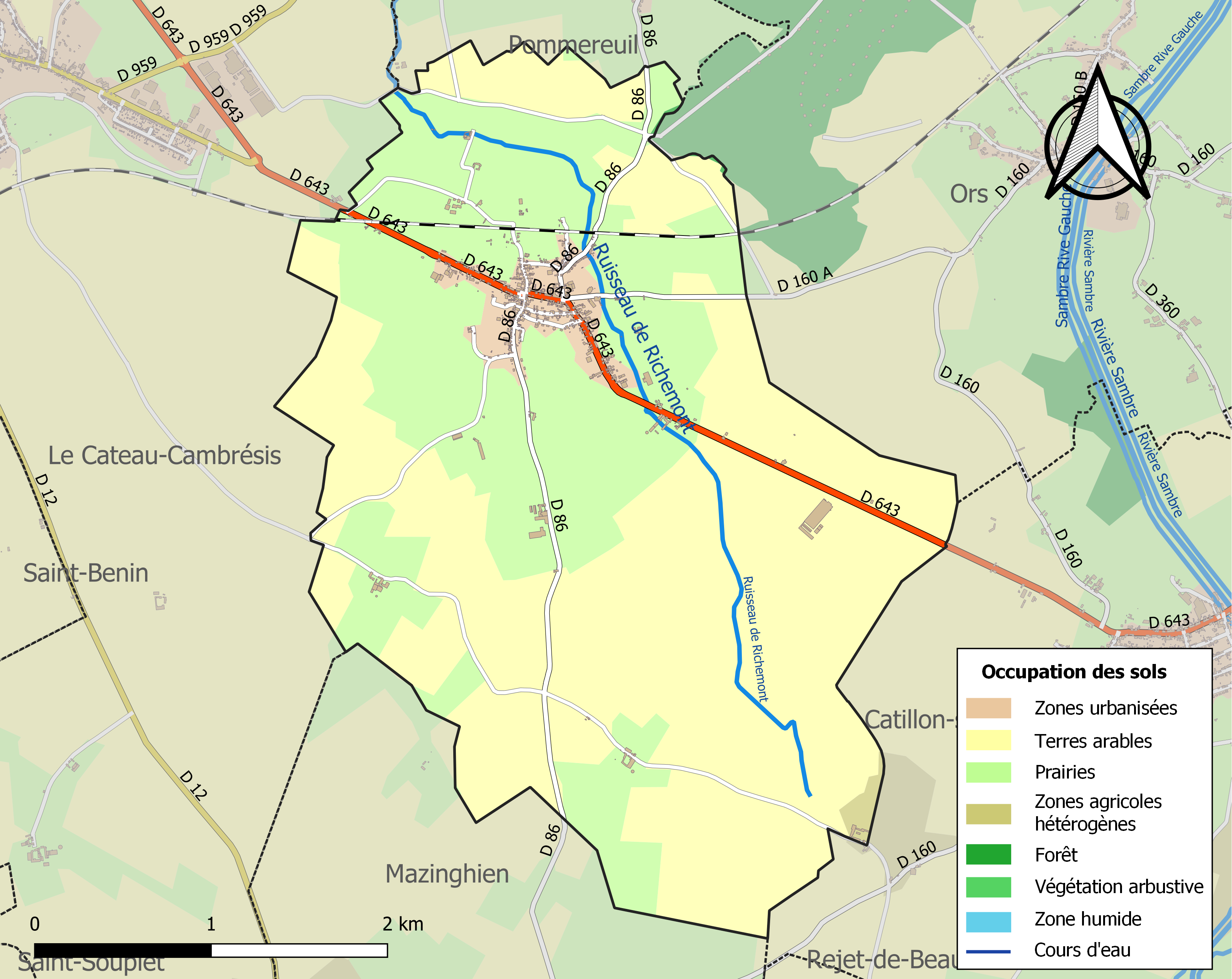
Carte des infrastructures et de l'occupation des sols de la commune en 2018 (CLC).

### Morphologie urbaine
La monographie communale de 1899 indique qu'il « y a sur le territoire de Basuel 2 sources jaillissantes qui forment les ruisseaux de l'Alouette et de St Maurice. Ces deux ruisseaux réunis donnent naissance au Basuyau et c'est dans l'angle de leur jonction, qu'est situé presque entièrement le village de Basuel ».

### Habitat et logement
En 2019, le nombre total de logements dans la commune était de 267, alors qu'il était de 263 en 2014 et de 251 en 2009.
Parmi ces logements, 87,3 % étaient des résidences principales, 0,7 % des résidences secondaires et 11,9 % des logements vacants. Ces logements étaient pour 99,6 % d'entre eux des maisons individuelles et pour 0,4 % des appartements.
Le tableau ci-dessous présente la typologie des logements à Bazuel en 2019 en comparaison avec celle du Nord et de la France entière. Une caractéristique marquante du parc de logements est ainsi une proportion de résidences secondaires et logements occasionnels (0,7 %) inférieure à celle du département (1,6 %) mais supérieure à celle de la France entière (9,7 %). Concernant le statut d'occupation de ces logements, 67,3 % des habitants de la commune sont propriétaires de leur logement (69,1 % en 2014), contre 54,7 % pour le Nord et 57,5 pour la France entière.
| Typologie                                               | Bazuel | Nord | France entière |
| ------------------------------------------------------- | ------ | ---- | -------------- |
| Résidences principales (en %)                           | 87,3   | 90,6 | 82,1           |
| Résidences secondaires et logements occasionnels (en %) | 0,7    | 1,6  | 9,7            |
| Logements vacants (en %)                                | 11,9   | 7,8  | 8,2            |

## Toponymie
Le village est mentionné dès 995 sous le nom Basius, puis au long des XIe au XVIIIe siècles sous les noms Wasvilare, Basuellum, Baisuel, Bazueilum, Basuyau.
Boniface fait dériver le nom du bas-latin baissa (« lit de rivière », « lieu marécageux ») ou du germanique was (« eau », « courant d'eau ») et du bas-latin villare (« métairie », « exploitation agricole ») et interprète le nom comme « la métairie du ruisseau ou du marais ».
En 1793 on écrivait Basuel. On trouve aussi le nom de Bazuiau ou Basuiau[réf. nécessaire].

## Histoire

### Préhistoire et antiquité
Le lieu est habité de longe date : une hache de pierre polie a été découverte près de la route de Mazinghien, ainsi que des débris de poterie romaine au lieu-dit Le Planty.

### Moyen Âge
En 1231, une charte communale est accordée à Bazuel, qui est dotée d'un acte déterminant les prérogatives respectives de l'échevin et de l'abbé de Saint-André du Cateau, dont relève alors la localité. Les différents ordres religieux, ainsi que l'archevêché, sont les grands propriétaires terriens de Bazuel, qu'ils détiennent à plus de la moitié de sa surface. L'Abbaye Saint-André du Cateau est ainsi propriétaire de l'ancien château de Becquériau, des fermes importantes de la Joncquière et de la Roue, ainsi que l'hôtel de ville autrefois situé sur la place.

### Temps modernes
Bazuel, subissant les Guerres de Religion et les nombreuses guerres qui touchent le Cambrésis, est confronté de 1599 à 1621 à plusieurs affaires de sorcellerie au cours desquelles les inculpées, de vieilles femmes, sont convaincues de débauches sataniques et de sortilèges et brûlées vives au terme de procès expéditifs.
En 1610, il existe une école dans le village, dont l'instituteur, Pierre Note, est clerc laïque, bien que payé par la paroisse. Cette école existe toujours au siècke suivant.

### Révolution française et Empire
Les biens religieux sont vendus lors de la Révolution française comme biens nationaux, modifiant structurellement la structure foncière de la commune.
Le village est marqué par le passage des armées autrichiennes en 1794 « Une compagnie de grenadiers du 19e Régiment d'Infanterie postée dans le château de
Becqueriaux tint tête pendant 2 heures à des assaillants dix fois plus nombreux qu'eux. Le lendemain tous les braves gens furent tués dans la ferme, noirs de poudre, mais les cadavres
de 300 uhlans gisaient dans les pâtures et les bois d'alentour. 
La même année, c'est-à-dire en 1794, une échauffourée eut lieu sur la lisière sud-ouest de Basuel entre Français et Autrichiens : elle coûta la vie à 1 200 Français qui furent enterrés par les habitants de Basuel sur le lieu même du combat au fond d'une vallée appelée pour cette raison : Vallée des Morts.
La tradition rapporte qu'une fusillade eut lieu à l'ancien moulin Objoit en 1814 entre les Français et les alliés ».

### Époque contemporaine
En 1854, le conseil municipal vote un crédit pour la construction d'une école, puis, en 1860, pour l'acquisition de la maison de l'instituteur et la construction d'une classe. En 1867, il décide que l'instruction qui y est dispensée le sera gratuitement. Toutefois, les élèves de l'école maternelle dont les parents sont aisés paieront une participation. L'année suivante, les élus engagent les démarches pour construire une école des filles, qui est mise en service en 1872.

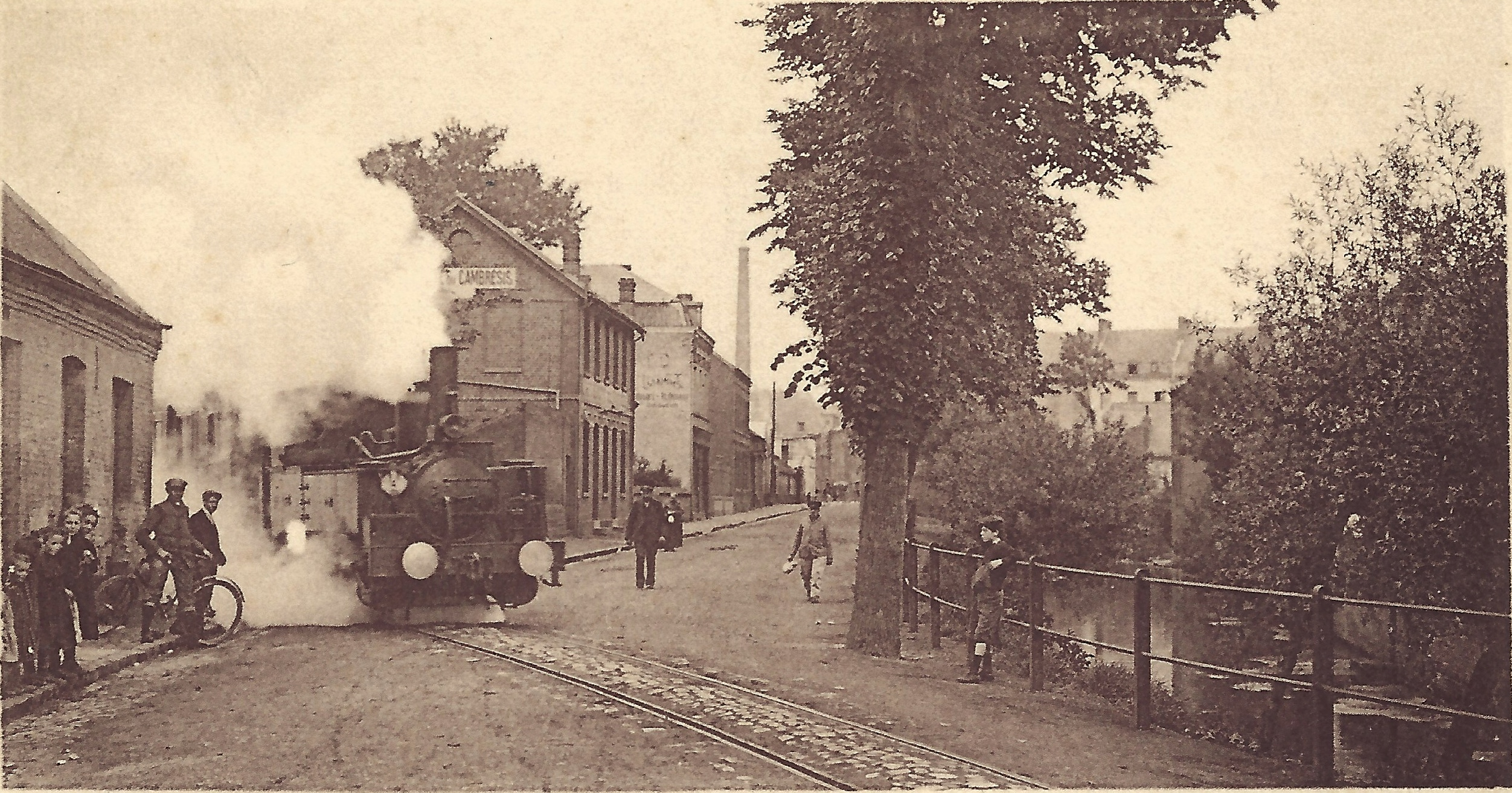
Un train du Cambrésis au Cateau.

La ligne de Creil à Jeumont  traverse le territoire communal d'ouest en est à partir de 1855, mais sa station est implantée à Ors. La commune refuise à cette époque la création d'un bureau de poste. En 1886 est mis en service la section Le Cateau - Catillon  de la ligne de chemin de fer secondaire à voie métrique Cambrai - Catillon des chemins de fer du Cambrésis. Cette ligne ferme en 1955.
En 1899, l'instituteur de Bazuel note dans sa monographie communale « Il n'y a à proprement parler pas d'industrie à Basuel. Signalons cependant 2 brasseries, un moulin à eau, un équarrissage qui dépouille annuellement une moyenne de 200 bêtes à cornes et 100 chevaux. Une laiterie coopérative est en construction et les intéressés espèrent qu'elle produira journellement 200 kilogrammes de beurre destinés à être vendus dans certaines villes importantes. Beaucoup d'ouvriers sont employés aux travaux agricoles ; quelques-uns se rendent chaque matin au Cateau où ils trouvent des occupations diverses ; d'autres enfin travaillent à l'entretien des voies ferrées de la Cie du Nord et de celle du Cambrésis ».
En 1982, un poulailler industriel s'installe dans la commune.

## Politique et administration

### Rattachements administratifs et électoraux

#### Rattachements administratifs
La commune se trouve dans l'arrondissement de Cambrai du département du Nord.
Elle faisait partie depuis 1793 du canton du Cateau-Cambrésis. Dans le cadre du redécoupage cantonal de 2014 en France, cette circonscription administrative territoriale a disparu, et le canton n'est plus qu'une circonscription électorale.

#### Rattachements électoraux
Pour les élections départementales, la commune fait partie depuis 2014 d'un  nouveau canton du Cateau-Cambrésis
Pour l'élection des députés, elle fait partie de la dix-huitième circonscription du Nord.

### Intercommunalité
Bazuel était membre de la communauté de communes de Haute Sambre-Bois l'Évêque, un établissement public de coopération intercommunale (EPCI) à fiscalité propre créé fin 1993 et auquel la commune avait transféré un certain nombre de ses compétences, dans les conditions déterminées par le code général des collectivités territoriales.
Cette intercommunalité fusionne le 1er janvier 2012 au sein de la communauté de communes du Caudrésis – Catésis, qui se transforme en communauté d'agglomération sous la dénomination de communauté d'agglomération du Caudrésis - Catésis dont est ainsi membre la commune.

### Liste des maires
| Période                                  | Période                         | Identité                 | Étiquette | Qualité                                                        |
| ---------------------------------------- | ------------------------------- | ------------------------ | --------- | -------------------------------------------------------------- |
| Les données manquantes sont à compléter. |                                 |                          |           |                                                                |
| 1793                                     |                                 | Cassiodore Alard         |           |                                                                |
| 1795                                     |                                 | François Leroy           |           |                                                                |
| 1796                                     |                                 | Jean Louis Pruvot        |           |                                                                |
| en 1797 et avant 1802                    | après 1807                      | Charles Joseph Leblond   |           |                                                                |
| 1808                                     | 1813                            | François Druesne         |           |                                                                |
| 1813                                     | 1816                            | M. Fleuru                |           |                                                                |
| 1816                                     | 1832                            | Philippe Joseph Hovine   |           |                                                                |
| 1832                                     | 1835                            | Jacques Herlemont        |           |                                                                |
| 1835                                     | 1838                            | Jacques Désiré Druesne   |           |                                                                |
| 1838                                     | 1842                            | Hubert Denise            |           |                                                                |
| 1842                                     | 1848                            | Joseph Franquet          |           |                                                                |
| 1848                                     | août 1848                       | André Mairesse           |           | Nommé maire provisoire pendant la Révolution française de 1848 |
| 1848                                     | 1852                            | Joseph Franquet          |           |                                                                |
| 1852                                     | 1853                            | Leblond Druon            |           |                                                                |
| 1853                                     | 1865                            | Augustin Herlemont       |           |                                                                |
| septembre 1865                           |                                 | André Mairesse           |           |                                                                |
| octobre 1870                             | mai 1871                        | Cassiodore Démaretz      |           |                                                                |
| 1871                                     | 1875                            | André Mairesse           |           |                                                                |
| 1875                                     | 1881                            | Antoine Goffart          |           |                                                                |
| 1881                                     | 1887                            | Charles Besse            |           |                                                                |
| 1887                                     | 1896                            | Constant Lemaire-Lejeune |           |                                                                |
| 1896                                     | 1904                            | François Dehaussy-Vérin  |           |                                                                |
| Les données manquantes sont à compléter. |                                 |                          |           |                                                                |
| mars 2001                                | mars 2008                       | Henri Bara               |           |                                                                |
| mars 2008                                | En cours (au 13 septembre 2022) | Jean-Félix Macarez       |           | Réélu pour le mandat 2020-2026                                 |

## Équipements et services publics

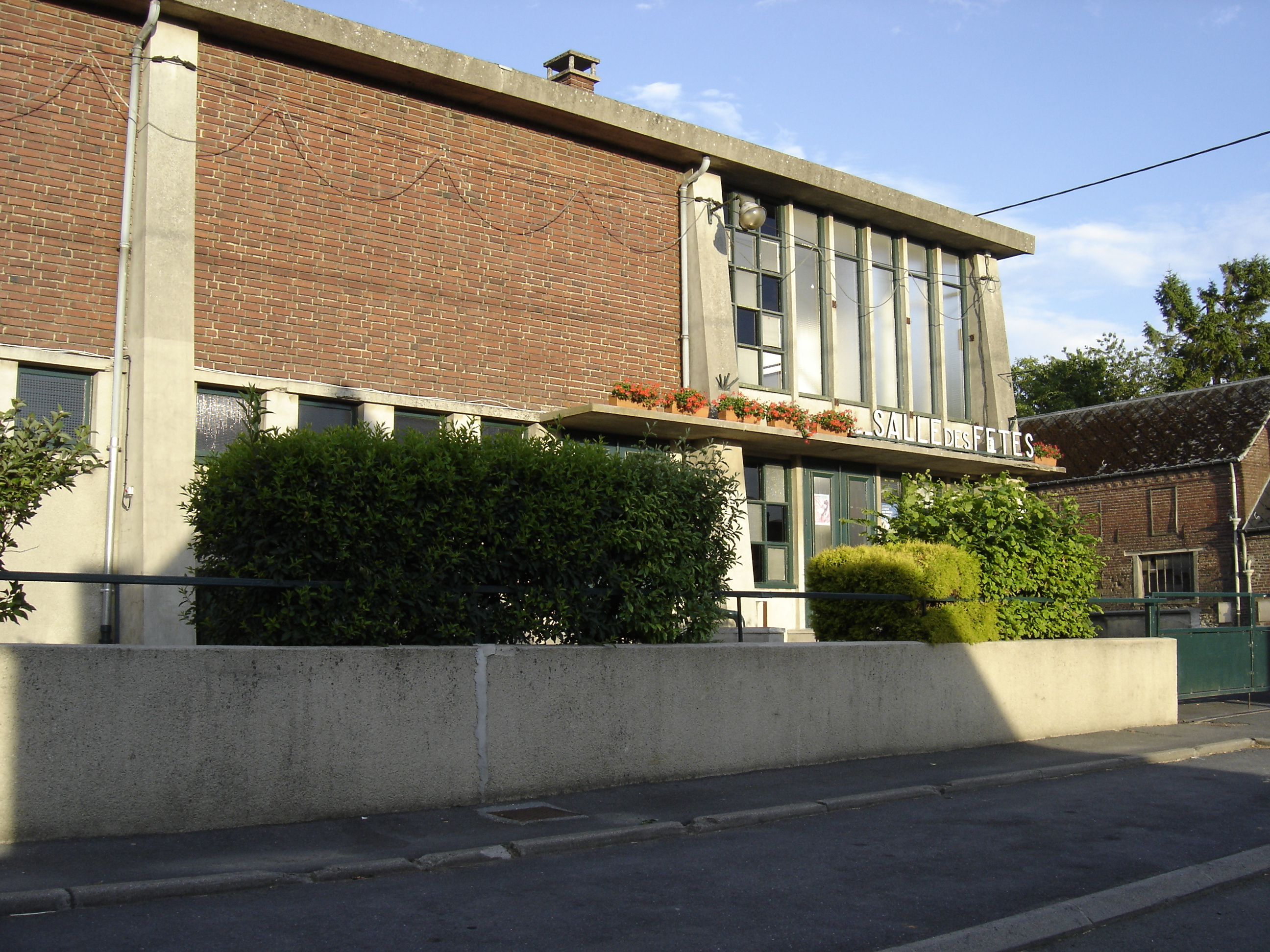
Salle des fêtes de Bazuel.

### Enseignement
Bazuel relève de l'académie de Lille.

## Population et société

### Démographie

#### Évolution démographique
L'évolution du nombre d'habitants est connue à travers les recensements de la population effectués dans la commune depuis 1793. Pour les communes de moins de 10 000 habitants, une enquête de recensement portant sur toute la population est réalisée tous les cinq ans, les populations de référence des années intermédiaires étant quant à elles estimées par interpolation ou extrapolation. Pour la commune, le premier recensement exhaustif entrant dans le cadre du nouveau dispositif a été réalisé en 2006.

En 2022, la commune comptait 549 habitants, en évolution de +3 % par rapport à 2016 (Nord : +0,51 %, France hors Mayotte : +2,11 %).
| 1793 | 1800 | 1806 | 1821 | 1831  | 1836  | 1841  | 1846  | 1851  |
| ---- | ---- | ---- | ---- | ----- | ----- | ----- | ----- | ----- |
| 550  | 703  | 848  | 959  | 1 112 | 1 167 | 1 216 | 1 243 | 1 299 |

| 1856  | 1861  | 1866  | 1872  | 1876  | 1881  | 1886  | 1891 | 1896 |
| ----- | ----- | ----- | ----- | ----- | ----- | ----- | ---- | ---- |
| 1 239 | 1 256 | 1 288 | 1 245 | 1 153 | 1 056 | 1 026 | 966  | 931  |

| 1901 | 1906 | 1911 | 1921 | 1926 | 1931 | 1936 | 1946 | 1954 |
| ---- | ---- | ---- | ---- | ---- | ---- | ---- | ---- | ---- |
| 940  | 941  | 881  | 689  | 753  | 770  | 710  | 713  | 762  |

| 1962 | 1968 | 1975 | 1982 | 1990 | 1999 | 2006 | 2011 | 2016 |
| ---- | ---- | ---- | ---- | ---- | ---- | ---- | ---- | ---- |
| 788  | 801  | 795  | 726  | 674  | 571  | 602  | 553  | 533  |

| 2021 | 2022 | - | - | - | - | - | - | - |
| ---- | ---- | - | - | - | - | - | - | - |
| 537  | 549  | - | - | - | - | - | - | - |

#### Pyramide des âges
La population de la commune est relativement jeune.
En 2018, le taux de personnes d'un âge inférieur à 30 ans s'élève à 32,3 %, soit en dessous de la moyenne départementale (39,5 %). À l'inverse, le taux de personnes d'âge supérieur à 60 ans est de 29,7 % la même année, alors qu'il est de 22,5 % au niveau départemental.
En 2018, la commune comptait 262 hommes pour 255 femmes, soit un taux de 50,68 % d'hommes, largement supérieur au taux départemental (48,23 %).
Les pyramides des âges de la commune et du département s'établissent comme suit.
| Hommes | Classe d’âge | Femmes |
| ------ | ------------ | ------ |
| 0,4    | 90 ou +      | 2,0    |
| 9,7    | 75-89 ans    | 10,3   |
| 16,6   | 60-74 ans    | 20,4   |
| 24,4   | 45-59 ans    | 20,6   |
| 18,2   | 30-44 ans    | 12,9   |
| 17,6   | 15-29 ans    | 16,7   |
| 13,1   | 0-14 ans     | 17,1   |

| Hommes | Classe d’âge | Femmes |
| ------ | ------------ | ------ |
| 0,5    | 90 ou +      | 1,4    |
| 5,3    | 75-89 ans    | 8,1    |
| 14,8   | 60-74 ans    | 16,2   |
| 19,1   | 45-59 ans    | 18,4   |
| 19,5   | 30-44 ans    | 18,7   |
| 20,7   | 15-29 ans    | 19,1   |
| 20,2   | 0-14 ans     | 18     |

### Manifestations culturelles et festivités
La fête communale a lieu le 3e week-end de juin.

## Culture locale  et patrimoine

### Lieux et monuments
- Église Saint-Vaast, reconstruite en 1850[34].
- La chapelle Saint-Maurice se situe près de l'ancien lavoir. On y accède par un chemin situé sur la route nationale et qui rejoint la route d'Ors[35].
- Ancienne discothèque : le B-Box puis le Boka club, situé dans la continuité de la route qui mène à Ors. Établissement qui fût réputé pour ses formidables soirées.

### Nom jeté
Le nom jeté des habitants de Bazuel est « les Endormis ».

### Héraldique
| Blason de Bazuel | Blason  | De gueules à une rose tigée et feuillée d'argent. |
| Blason de Bazuel | Détails | Le statut officiel du blason reste à déterminer.  |

## Pour approfondir